# 34. Berlini Nemzetközi Filmfesztivál
A 34. Berlini Nemzetközi Filmfesztivál 1984. február 17. és 28. között került megrendezésre, a nyitófilm Roland Emmerichtől A Noé bárkája-elv volt. Az Arany Medve díjat John Cassavetes filmje, a Szeretetáradat nyerte. A fesztivál retrospektív programját Ernst Lubitsch német-amerikai színésznek, forgatókönyvírónak, producernek és filmrendezőnek szentelték. A Tiszteletbeli Arany Medve díjat Jules Dassin amerikai rendezőnek és Melína Merkúri görög színésznőnek ítélték.

## Zsűri
Az alábbi emberek voltak a fesztivál zsűrijének tagjai:
- Liv Ullmann, norvég színésznő - Zsűrielnök
- Jules Dassin, amerikai filmkészítő és producer
- Edward Bennett, brit filmkészítő
- Manuela Cernat-Gheorghiu, román filmtörténész
- Lana Gogoberidze, szovjet filmkészítő
- Tullio Kezich, olasz filmkritikus, színműíró és forgatókönyvíró
- Steffen Kuchenreuther, nyugat-német producer és forgalmazó
- Jeanine Meerapfel, nyugat-német filmkészítő
- Kevin Thomas, amerikai filmkritikus
- Mario Vargas Llosa, perui író és színműíró
- Adolphe Viezzi, francia producer

## A fesztivál programja

### Versenyben lévő filmek
Az alábbi filmek voltak versenyben az Arany Medve- és az Ezüst Medve-díjakért:
| Magyar cím                   | Eredeti cím                  | Rendező                            | Ország                    |
| ---------------------------- | ---------------------------- | ---------------------------------- | ------------------------- |
| Egy hongkongi lány álma      | 半邊人                       | Allen Fong                         | Hongkong                  |
| Akelarre                     | Akelarre                     | Pedro Olea                         | Spanyolország             |
| Szerelmeinkre                | À Nos Amours                 | Maurice Pialat                     | Franciaország             |
| Nankyoku monogatari          | 南極物語                     | Koreyoshi Kurahara                 | Japán                     |
| A bál                        | Le Bal                       | Ettore Scola                       | Franciaország             |
| Skønheden og udyret          | Skønheden og udyret          | Nils Malmros                       | Dánia                     |
| Xue, zong shi re de          | 血，总是热的                 | Yan Wen                            | Kína                      |
| Bajnokok                     | Champions                    | John Irvin                         | Egyesült Királyság        |
| Klassenverhältnisse          | Klassenverhältnisse          | Jean-Marie Straub, Danièle Huillet | Nyugat-Németország        |
| Kasszafúrók                  | Crackers                     | Louis Malle                        | Amerikai Egyesült Államok |
| Das Autogramm                | Das Autogramm                | Peter Lilienthal                   | Nyugat-Németország        |
| De stille Oceaan             | De stille Oceaan             | Digna Sinke                        | Belgium                   |
| Az öltöztető                 | The Dresser                  | Peter Yates                        | Egyesült Királyság        |
| No habrá más penas ni olvido | No habrá más penas ni olvido | Héctor Olivera                     | Argentína                 |
| Flirt                        | Flirt                        | Roberto Russo                      | Olaszország               |
| Szeretetáradat               | Love Streams                 | John Cassavetes                    | Amerikai Egyesült Államok |
| Morgen in Alabama            | Morgen in Alabama            | Norbert Kückelmann                 | Nyugat-Németország        |
| Mann ohne Gedächtnis         | Mann ohne Gedächtnis         | Kurt Gloor                         | Svájc                     |
| A Noé bárkája-elv            | Das Arche Noah Prinzip       | Roland Emmerich                    | Nyugat-Németország        |
| Rembetiko                    | Ρεμπέτικο                    | Costas Ferris                      | Görögország               |
| Egy aktmodell halála         | Star 80                      | Bob Fosse                          | Amerikai Egyesült Államok |
| Les voleurs de la nuit       | Les voleurs de la nuit       | Samuel Fuller                      | Franciaország             |
| Könnyű testi sértés          | Könnyű testi sértés          | Szomjas György                     | Magyarország              |
| Harctéri regény              | Военно-полевой роман         | Pyotr Todorovsky                   | Szovjetunió               |
| Orvosnők                     | Ärztinnen                    | Horst Seemann                      | Kelet-Németország         |

### Versenyen kívül
- Marlene – Maximilian Schell (Nyugat-Németország)
- Nosferatu – F. W. Murnau (Németország)
- Rue barbare – Gilles Béhat (Franciaország)
- El señor Galíndez – Rodolfo Kuhn (Argentína, Spanyolország)
- Testamentum (Testament) – Lynne Littman (Amerikai Egyesült Államok)
- Becéző szavak (Terms of Endearment) – James L. Brooks (Amerikai Egyesült Államok)
- Wanderkrebs – Herbert Achternbusch (Nyugat-Németország)

### Retrospektív
Az alábbi, 1914 és 1933 között készült filmeket vetítették a Ernst Lubitschnak szentelt retrospektív programban:
| Magyar cím                    | Eredeti cím                          | Rendező        | Ország                    |
| ----------------------------- | ------------------------------------ | -------------- | ------------------------- |
| Korona és vérpad: Anna Boleyn | Anna Boleyn                          | Ernst Lubitsch | Németország               |
| Megszakadt bölcsődal          | Broken Lullaby                       | Ernst Lubitsch | Amerikai Egyesült Államok |
| Carmen                        | Carmen                               | Ernst Lubitsch | Németország               |
| A kedélyes fogház             | Das fidele Gefängnis                 | Ernst Lubitsch | Németország               |
| A Fáraó hitvese               | Das Weib des Pharao                  | Ernst Lubitsch | Németország               |
| Der Stolz der Firma           | Der Stolz der Firma                  | Carl Wilhelm   | Németország               |
| Mind a kettőt szeretem        | Design for Living                    | Ernst Lubitsch | Amerikai Egyesült Államok |
| Die Augen der Mumie Ma        | Die Augen der Mumie Ma               | Ernst Lubitsch | Németország               |
| Az elvarázsolt fellegvár      | Die Bergkatze                        | Ernst Lubitsch | Németország               |
| Tüzek                         | Die Flamme                           | Ernst Lubitsch | Németország               |
| A baba                        | Die Puppe                            | Ernst Lubitsch | Németország               |
| Örök szerelem                 | Eternal Love                         | Ernst Lubitsch | Amerikai Egyesült Államok |
| A cárnő                       | Forbidden Paradise                   | Ernst Lubitsch | Amerikai Egyesült Államok |
| Könnyű a férfiaknak           | Ich möchte kein Mann sein            | Ernst Lubitsch | Németország               |
| Ha volna egy millióm          | If I Had a Million                   | Ernst Lubitsch | Amerikai Egyesült Államok |
| Előbb a Hanna, aztán a Panna  | Kohlhiesels Töchter                  | Ernst Lubitsch | Németország               |
| Lady Windermere legyezője     | Lady Windermere's Fan                | Ernst Lubitsch | Amerikai Egyesült Államok |
| Madame DuBarry                | Madame DuBarry                       | Ernst Lubitsch | Németország               |
| Monte Carlo                   | Monte Carlo                          | Ernst Lubitsch | Amerikai Egyesült Államok |
| Egy édes légyott              | One Hour with You                    | Ernst Lubitsch | Amerikai Egyesült Államok |
| Romeo und Julia im Schnee     | Romeo und Julia im Schnee            | Ernst Lubitsch | Németország               |
| Rosita                        | Rosita                               | Ernst Lubitsch | Amerikai Egyesült Államok |
| Heb-Ra cipőáruház             | Schuhpalast Pinkus                   | Ernst Lubitsch | Németország               |
| Sumurun                       | Sumurun                              | Ernst Lubitsch | Németország               |
| Ez Páris!                     | So This Is Paris                     | Ernst Lubitsch | Amerikai Egyesült Államok |
| The Love Parade               | The Love Parade                      | Ernst Lubitsch | United States             |
| The Marriage Circle           | The Marriage Circle                  | Ernst Lubitsch | Amerikai Egyesült Államok |
| A mosolygó hadnagy            | The Smiling Lieutenant               | Ernst Lubitsch | Amerikai Egyesült Államok |
| Diákélet                      | The Student Prince in Old Heidelberg | Ernst Lubitsch | Amerikai Egyesült Államok |
| Három szerelmes szép asszony  | Three Women                          | Ernst Lubitsch | Amerikai Egyesült Államok |
| Becsületes megtaláló          | Trouble in Paradise                  | Ernst Lubitsch | Amerikai Egyesült Államok |
| Ha négyen ugyanazt cselekszik | Wenn vier dasselbe tun               | Ernst Lubitsch | Németország               |

Az alábbi filmeket vetítték a Jules Dassinnak és Melína Merkúrinak szentelt retrospektív programban:
| Magyar cím                                                 | Eredeti cím                                                | Rendező        | Ország                                 |
| ---------------------------------------------------------- | ---------------------------------------------------------- | -------------- | -------------------------------------- |
| Nyáron, este fél tizenegykor                               | 10:30 P.M. Summer                                          | Jules Dassin   | Amerikai Egyesült Államok              |
| Asszonyok kiáltása                                         | Κραυγή Γυναικών Kravgi gynaikon                            | Jules Dassin   | Görögország, Svájc                     |
| Brute Force                                                | Brute Force                                                | Jules Dassin   | Amerikai Egyesült Államok              |
| Akinek meg kell halnia                                     | Celui qui doit mourir                                      | Jules Dassin   | Franciaország                          |
| Rififi a férfiak közt                                      | Du rififi chez les hommes                                  | Jules Dassin   | Franciaország                          |
| Keine zufällige Geschichte. Melina Mercouri - Jules Dassin | Keine zufällige Geschichte. Melina Mercouri - Jules Dassin | Charlotte Kerr | Nyugat-Németország                     |
| Vasárnap soha                                              | Ποτέ την Κυριακή                                           | Jules Dassin   | Görögország, Amerikai Egyesült Államok |
| Az éjszaka és a város                                      | Night and the City                                         | Jules Dassin   | Egyesült Királyság                     |
| Phaedra                                                    | Φαίδρα                                                     | Jules Dassin   | Görögország                            |
| A meztelen város                                           | The Naked City                                             | Jules Dassin   | Amerikai Egyesült Államok              |
| The Rehearsal                                              | Η Δοκιμή I dokimi                                          | Jules Dassin   | Görögország, Egyesült Királyság        |

### Filmek más szekciókban
A fesztivál "Forum" szekciójában bemutatták a Memory of the Camps című projektet, a nyers vágását az 1946-os egész estés brit dokumentumfilmnek, a náci háborús atrocitásokat bemutató German Concentration Camps Factual Surveynek.

## Győztesek
- Arany Medve: Szeretetáradat (John Cassavetes)
- Zsűri Nagydíja: No habrá más penas ni olvido (Héctor Olivera)
- Ezüst Medve díj a legjobb rendezőnek: Ettore Scola (A bál)
- Ezüst Medve díj a legjobb színésznőnek: Inna Churikova (Harctéri regény)
- Ezüst Medve díj a legjobb színésznek: Albert Finney (Az öltöztető)
- Ezüst Medve díj a kiemelkedő művészi teljesítményért: Monica Vitti (Flirt)
- Ezüst Medve díj:
  - Rembetiko (Costas Ferris)
  - Morgen in Alabama (Norbert Kückelmann)
- Tiszteletbeli említés: Jean-Marie Straub, Danièle Huillet (Klassenverhältnisse)
- FIPRESCI-díj
  - Szeretetáradat (John Cassavetes)
  - No habrá más penas ni olvido (Héctor Olivera)

## Fordítás
- Ez a szócikk részben vagy egészben  a(z)   34th Berlin International Film Festival című angol Wikipédia-szócikk fordításán alapul.  Az eredeti cikk szerkesztőit annak laptörténete sorolja fel. Ez a jelzés csupán a megfogalmazás eredetét és a szerzői jogokat jelzi, nem szolgál a cikkben szereplő információk forrásmegjelöléseként.